# Bidenichthys
Bidenichthys is een geslacht van straalvinnige vissen uit de familie van naaldvissen (Bythitidae). Het geslacht is voor het eerst wetenschappelijk beschreven in 1934 door Barnard.

## Soorten
- Bidenichthys beeblebroxi Paulin, 1995
- Bidenichthys capensis Barnard, 1934
- Bidenichthys consobrinus (Hutton, 1876)